# Kolba (broń)

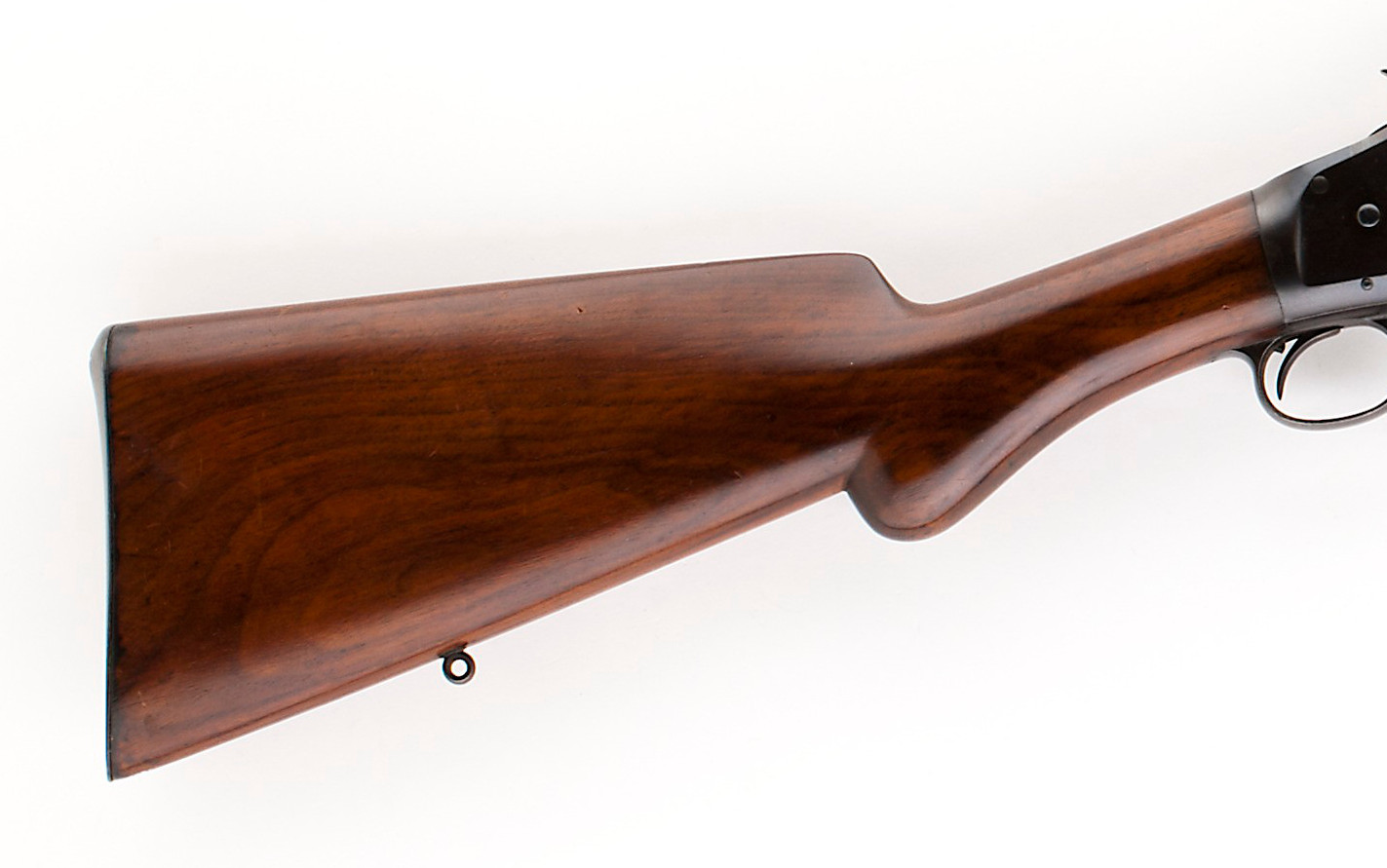
Kolba strzelby Winchester M1897

Kolba – część broni strzeleckiej służąca do oparcia broni o ramię strzelca.

## Charakterystyka
Kolba może być zintegrowana z łożem broni, jak i stanowić osobny element konstrukcyjny. Wyróżnia się kolby: stałe, składane (umożliwiające zmniejszenie długości broni podczas przenoszenia albo przechowywania), teleskopowe lub przyłączane. Kolby mogą być wykonane z metalu, drewna lub tworzyw sztucznych. W miejscu oparcia o ramię strzelca, kolba często jest zakończona stopką gumową (trzewikiem), która amortyzuje odrzut broni i przedłuża kolbę, lub metalową (zwłaszcza w broni wojskowej), która osłania kolbę przed uszkodzeniami mechanicznymi.
Funkcję kolby mogą też pełnić elementy karabinu w układzie bullpup, dzięki czemu broń staje się lżejsza i bardziej poręczna. System taki nazywany jest także układem bez kolby właściwej (układem bezkolbowym), ponieważ w tym układzie jej funkcję spełnia zakończenie komory zamkowej.

## Galeria

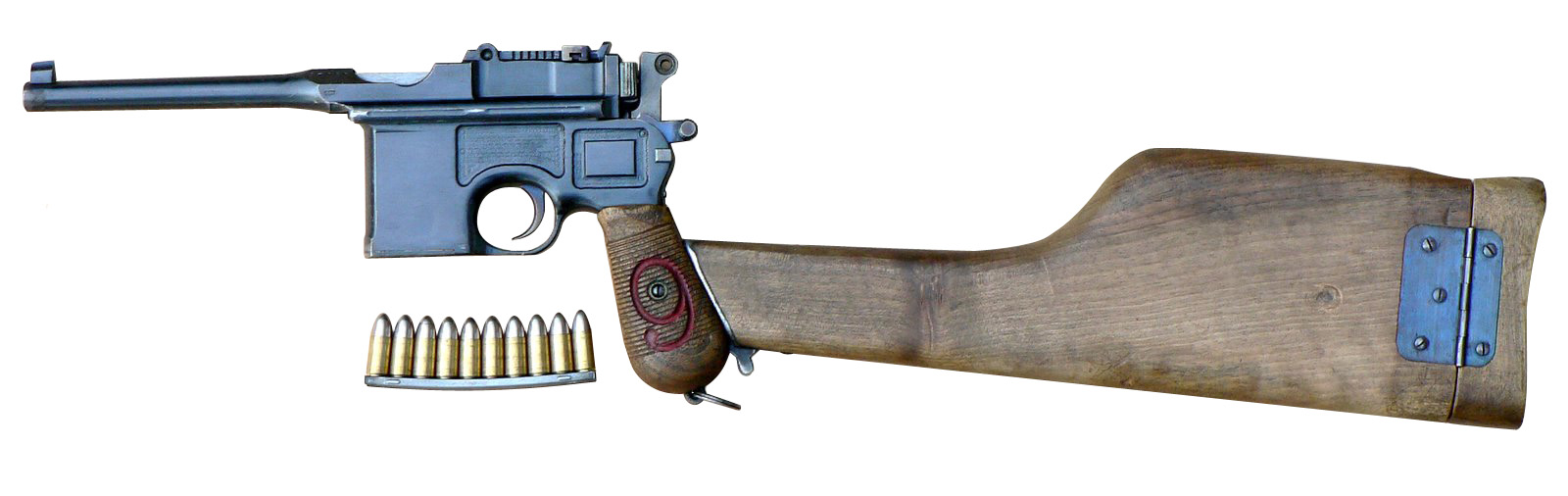
Pistolet Mauser C96 z przyłączaną kolbą (pełniącą również funkcję kabury).
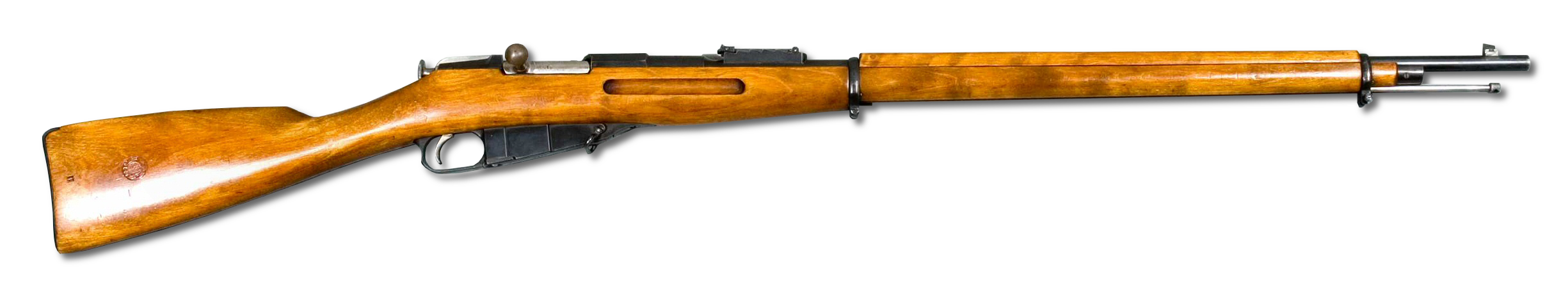
Karabin Mosin wz. 1891 z kolbą stałą, zintegrowaną z łożem.
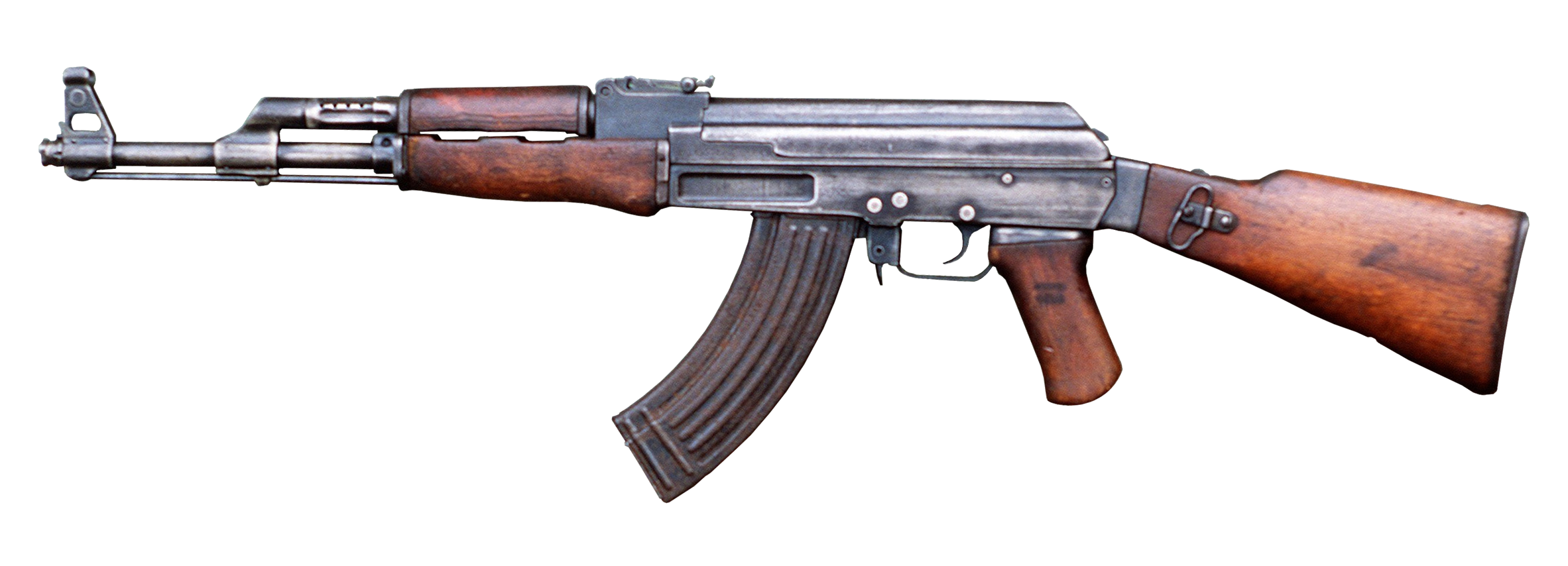
Karabinek AK z kolbą stałą, nie zintegrowaną z łożem
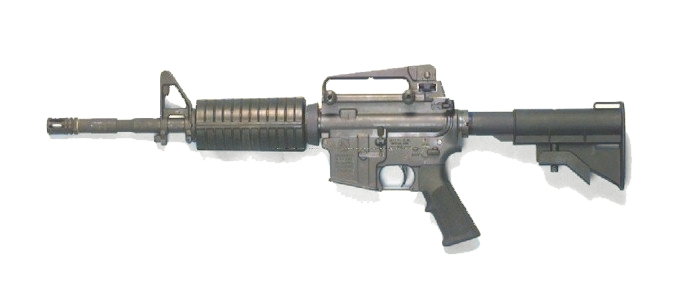
Karabinek M4 z kolbą teleskopową.
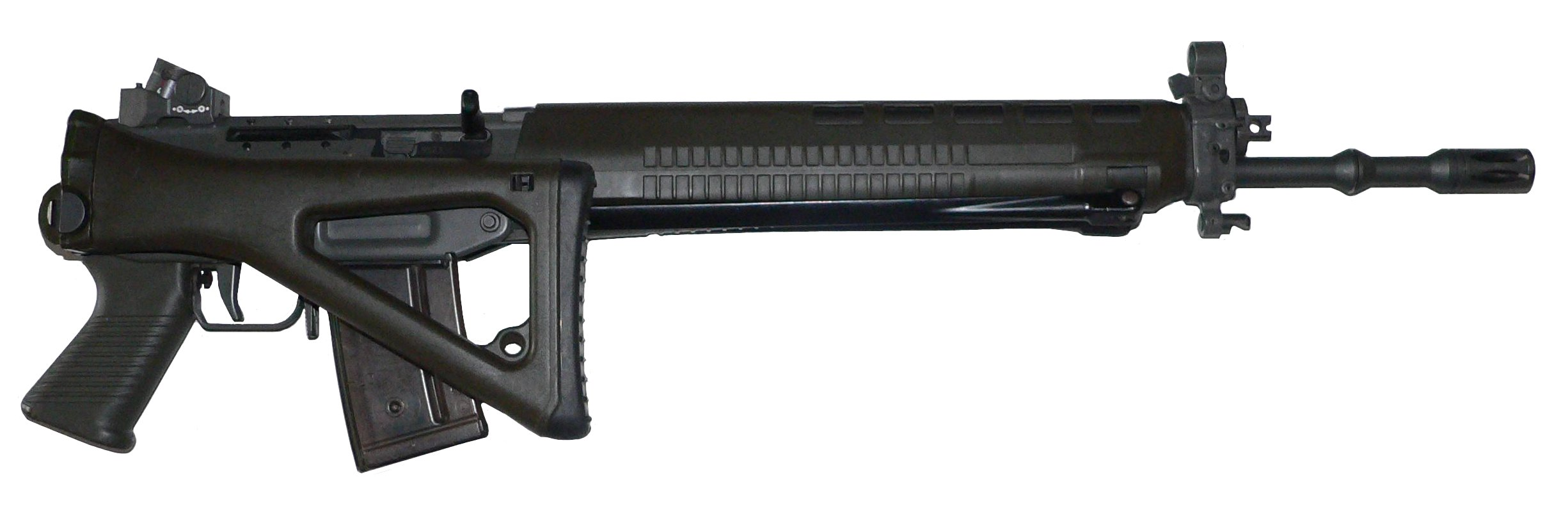
Karabinek SG 550 z kolbą składaną.
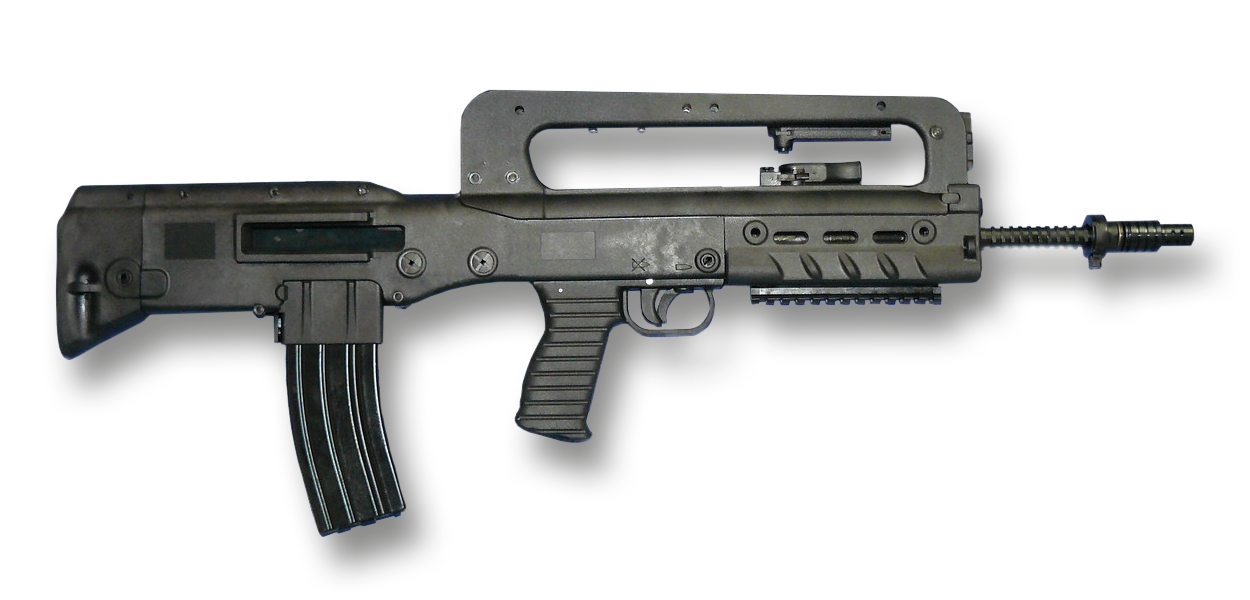
Karabinek VHS w układzie bezkolbowym (bullpup).